# Alter Friedhof Bonn
Der Alte Friedhof in Bonn wurde 1715 angelegt. Er war der erste Friedhof außerhalb der Bonner Stadtbefestigung. Heute befindet sich die Anlage im Zentrum der Stadt und ist von Verkehrsflächen, Wohn- und Geschäftshäusern umgeben. Der Friedhof ist ein Ort, in dem sich die Geschichte der Stadt seit dem Beginn des 18. Jahrhunderts sowie Baustile und Stilepochen seit dem Barock widerspiegeln. Zahlreiche Prominentengräber sowie Grab- und Denkmäler bedeutender Künstler machen die Bonner Begräbnisstätte zu einem der berühmtesten Friedhöfe in Deutschland. Er wurde deshalb als besonders sehenswert in das Ensemble der Straße der Gartenkunst zwischen Rhein und Maas aufgenommen.

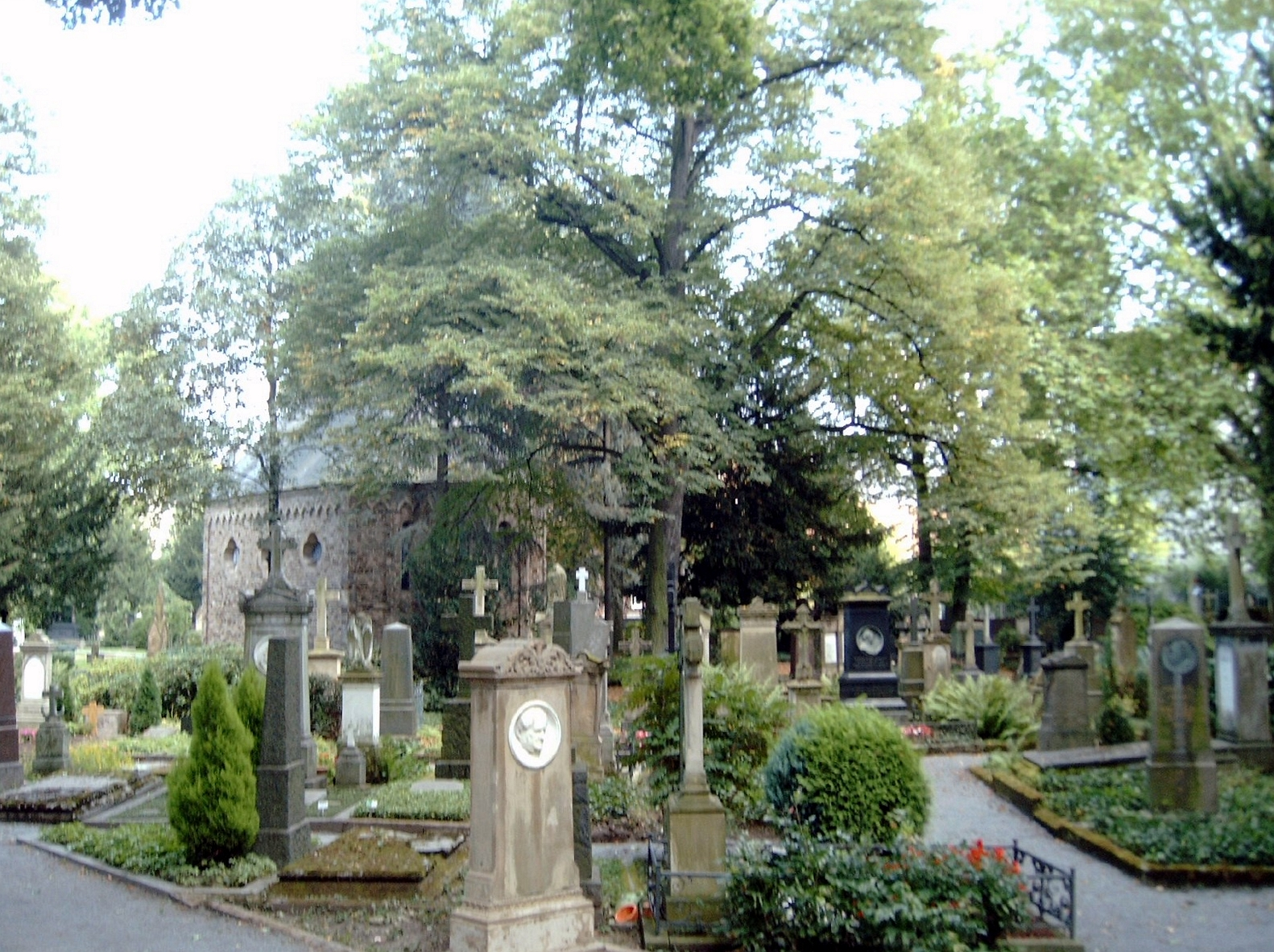
Blick zwischen die Gräberreihen des Alten Friedhofs – im Hintergrund die Georgskapelle

## Friedhöfe in der Antike und im Mittelalter

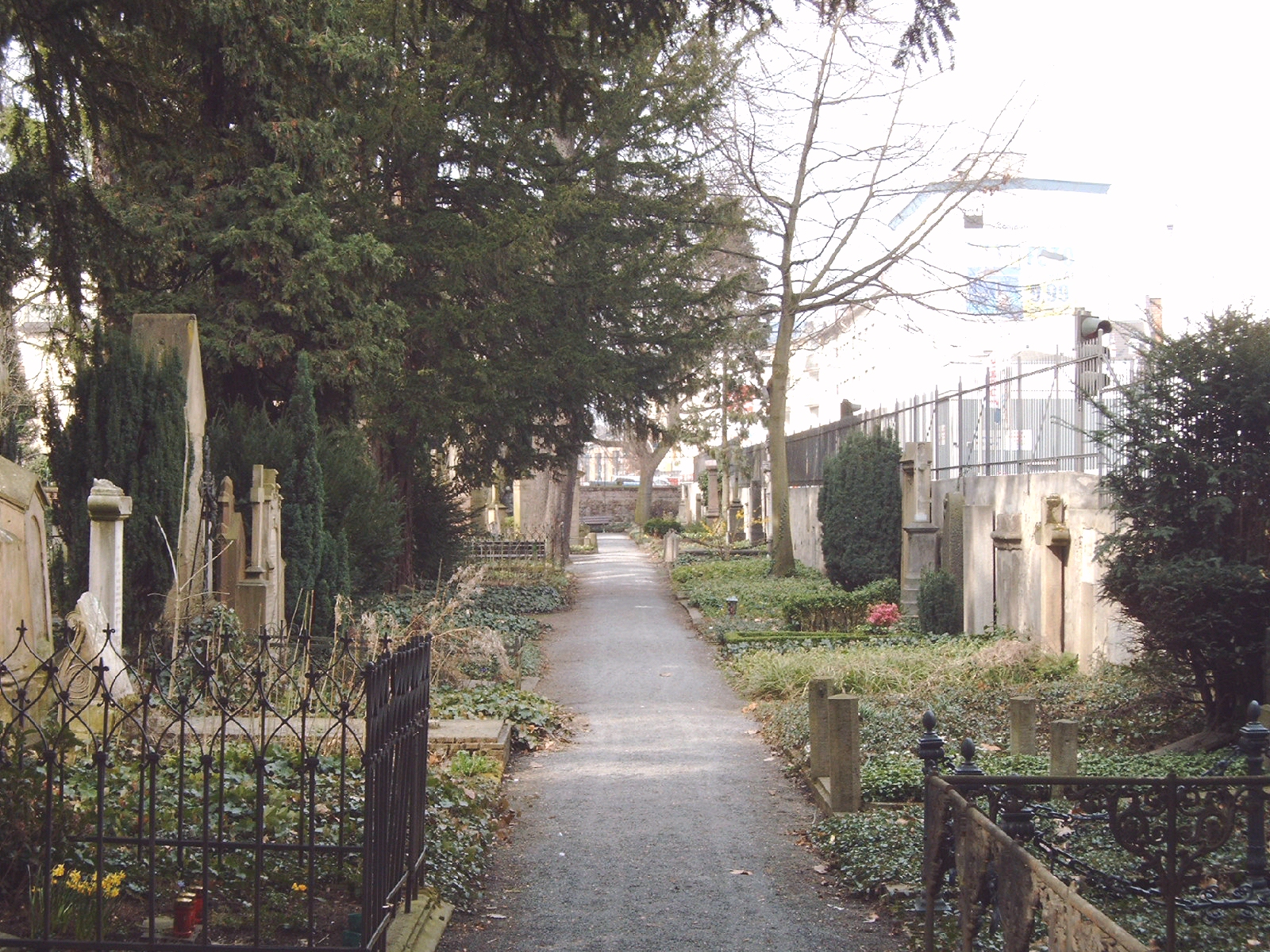
Weg auf dem Alten Friedhof in Bonn

Im römischen Bonn hat es mehrere Gräberfelder und eine ganze Reihe von Einzelgräbern gegeben, die über das gesamte heutige Stadtgebiet verteilt waren. Dabei lag keines dieser Gräber innerhalb des Legionslagers. Eines der Gräberfelder, das durch Funde belegt ist, befand sich im Umfeld des Platzes, auf dem heute das Bonner Münster steht. Ein sehr gut erhaltenes Grabmal aus römischer Zeit erinnert an den im Alter von 25 Jahren gestorbenen Legionär Quintus Petilius Secundus. Das beinahe 2000 Jahre alte Grabmal ist heute im Rheinischen Landesmuseum zu sehen.
Im mittelalterlichen Bonn lagen die Friedhöfe innerhalb der Stadtmauer, in unmittelbarer Nachbarschaft der Pfarrkirchen. In der Nähe des Münsters befand sich der kleine St.-Mertens-Kirchhof der später abgebrochenen Pfarrkirche St. Martin und auf dem heutigen Remigiusplatz war der größte mittelalterliche Kirchhof bei der damaligen St.-Remigius-Kirche.
Nicht innerhalb der Stadtmauern bestatteten die Mitglieder der kleinen Bonner jüdischen Gemeinde ihre Toten. Sie mussten bei Beerdigungen den Rhein überqueren, um ihre Toten auf dem jüdischen Friedhof in Schwarzrheindorf zu bestatten.

## Anfänge des Alten Friedhofs

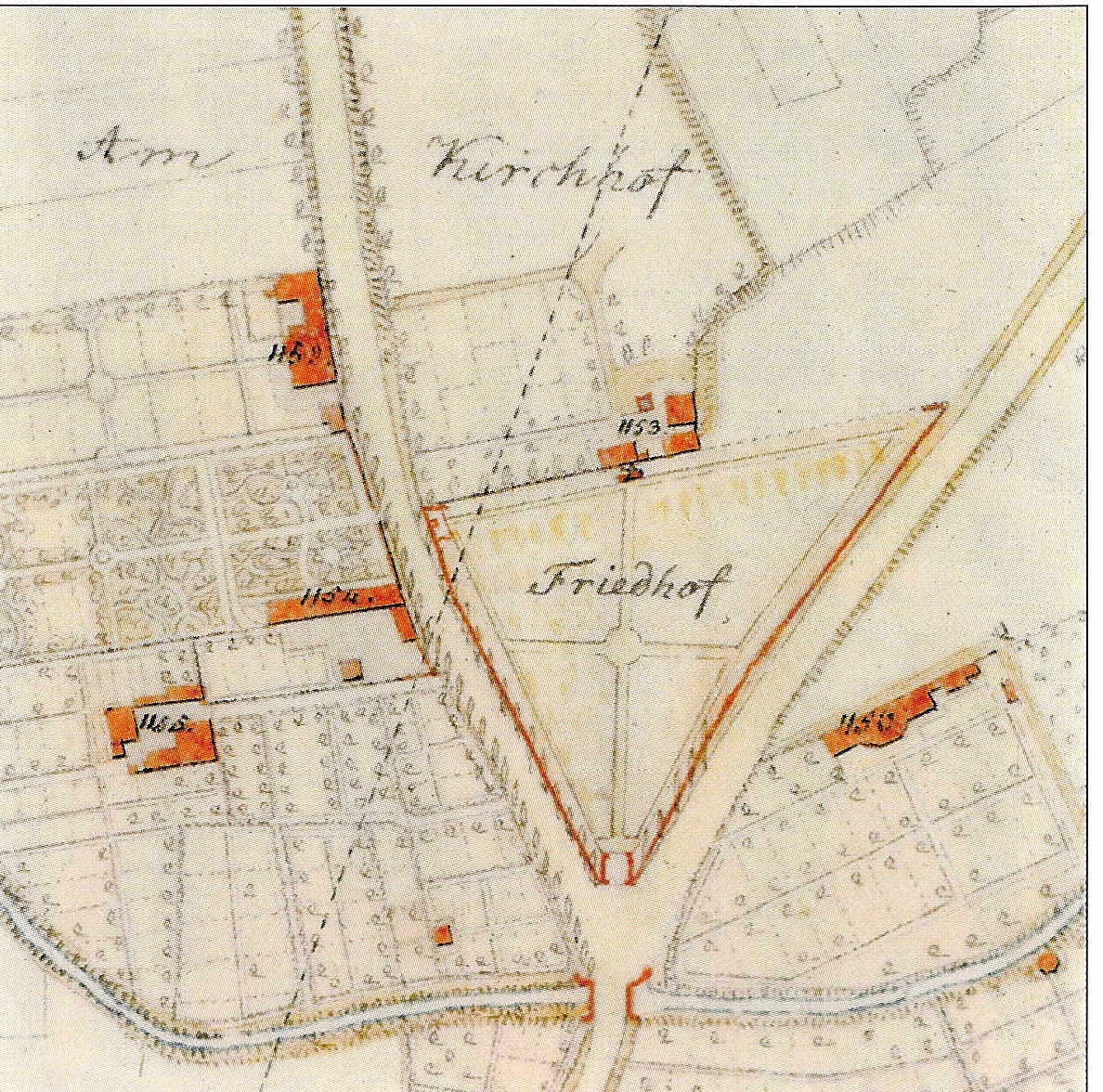
Ältester Teil des Friedhofs – Planausschnitt von 1819

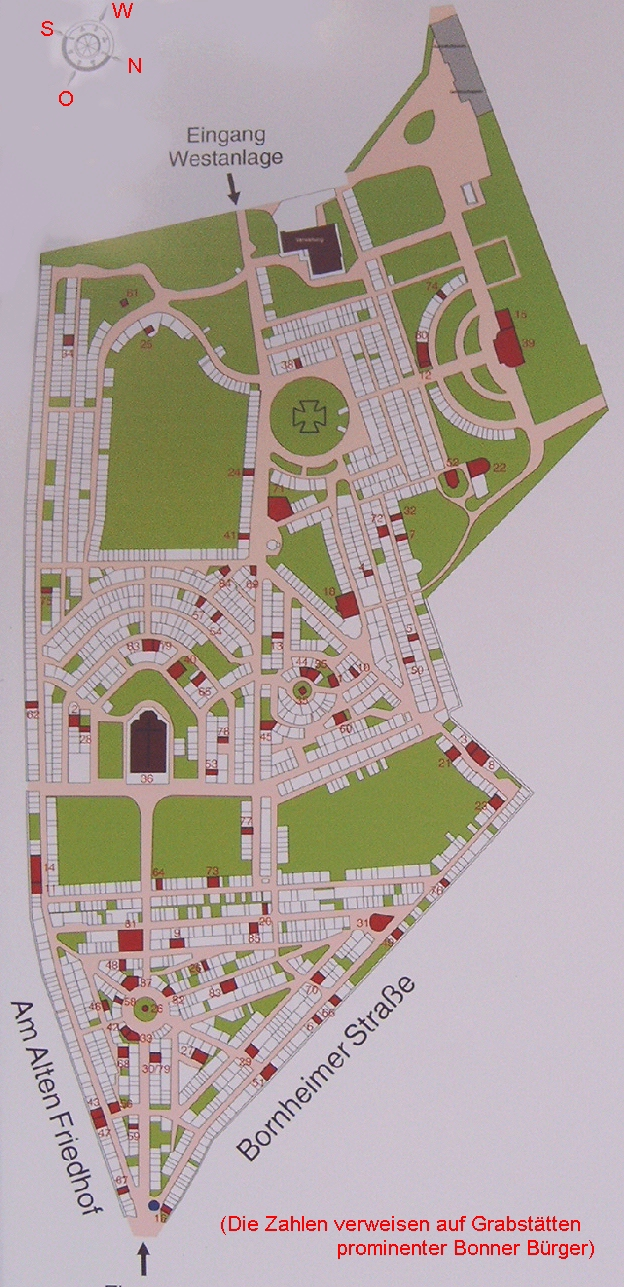
Aktueller Lageplan des Alten Friedhofs

Es war Kurfürst Joseph Clemens, der zu Beginn des Jahres 1715 den „neuen Friedhof“ anlegen ließ und ihn selbst weihte. Der längst überbelegte Kirchhof neben St. Remigius sollte entlastet werden; außerdem diente er als Ersatz für die Notfriedhöfe, die während der Epidemien des 17. Jahrhunderts im innerstädtischen Bereich bestanden, und für einen Begräbnisplatz für Soldaten auf einer Bastion vor dem Sterntor. Dieser Begräbnisplatz ist der unmittelbare Vorläufer des Alten Friedhofes, aber nicht mit ihm identisch. Den Grund und Boden des erstmals außerhalb der Stadtmauer gelegenen neuen Friedhofs hatte Joseph Clemens angekauft. Er bestimmte ihn zum Begräbnis „vor gemeine Einwöhner, paßanten und Soldaten“, während die Honoratioren ihre Erbbegräbnisse erst einmal weiter bei St. Remigius hatten.
Der „neue Friedhof“ umfasste nur den äußersten Zipfel der heutigen Anlage, ein kleines Dreieck, dessen Spitze von der Bornheimer und der Straße „Am Alten Friedhof“ gebildet wurde. Zunächst war er nicht einmal umfriedet, so dass die Anlieger seine Grenze nicht respektierten: Joseph Clemens musste dem Hohen Weltlichen Gericht in Bonn befehlen, die Grundbesitzverhältnisse zu klären und den Friedhof absteinen zu lassen.
Der Nachfolger von Joseph Clemens, Kurfürst Clemens August, verfügte am 29. März 1725 noch einmal ausdrücklich, „daß hinführo alle verstorbenen Soldaten, arme Leuth, Fremde, Auswendige, und diejenige Burger oder Einwöhner hiesiger unserer Residentz, deren Kinder und Domestiquen, welche keine beständige eigene Begräbnissen binnen der Stadt in den Kirchen oder auf denen Kirchhöfen haben, wie imgleichen diejenige, deren Gräber mit Beysetzung vieler Todten angefüllet, hinführo aussen der Sternen-Pforte auf dem geweyheten sogenenten Soldaten-Kirchhof beerdiget werden.“
Der neue Friedhof erfreute sich zunächst keiner großen Beliebtheit; es war eine Ausnahme, wenn „Standespersonen“ dort bestattet wurden: Das Sterberegister von St. Remigius enthält am 26. März 1725 den Eintrag: „Herr Stephanus Chevalier de Chambellé, major von den Leibgarden, Oberster vom grünen Dragonerregiment (hat) vor die sternenpforte auff den newen Kirchhoff begraben zu werden selbst begehrt.“

## „Allgemeiner“ Begräbnisplatz
Der letzte in Bonn residierende Kurfürst, Maximilian Franz, verordnete aus hygienischen Gründen am 5. April 1787 die Schließung der Friedhöfe in der Stadt und erklärte den Friedhof vor dem Sterntor zum „allgemeinen“ Begräbnisplatz. Er erneuerte damit für Bonn das Begräbniswesen und ging mit dieser Entscheidung anderen Städten voraus. Im benachbarten Köln war es erst die französische Besatzung, die eine solche Änderung herbeiführte, nachdem am 12. Juni 1804 Napoléon das „Décret sur les sépultures“ erlassen hatte, das die Beerdigung in Städten, Dörfern und geschlossenen Gebäuden verbot. Eine Maßnahme, die durchaus nicht bei allen auf Zustimmung stieß, denn damit war die Zeit der Bestattungen in Kirchen und auf dem Kirchhof vorbei, eine Form, die Nähe zum Altar und damit auch Nähe zu Gott und gleichzeitig hohes Ansehen bedeutete.
„Allgemein“ war der neue Friedhof allerdings nur insoweit, als damit die christliche Bevölkerung gemeint war. Die Mitglieder der Bonner jüdischen Gemeinde bestatteten auch weiterhin auf der rechten, der Beueler Rheinseite ihre Toten. Ein jüdischer Friedhof auf der linken Rheinseite wurde erst 1872 angelegt.
Die Verordnung von Maximilian Franz aus dem Jahr 1787 hatte zur Folge, dass der Bonner Friedhof in seiner alten Ausdehnung bald nicht mehr genügend Platz bot und erste Vergrößerungen vorgenommen werden mussten. Von da an konnten wieder Erbgräber erworben werden. Erweiterungen in den Jahren 1831 bis 1833 wurden von Seiten der Stadt mit den Opfern einer Choleraepidemie begründet. 1840 wuchs die Friedhofsfläche sogar um mehr als das Doppelte. In den 1860er Jahren wurden weitere Landankäufe nötig, 1876 gab es schließlich die letzte Vergrößerung des Areals. Acht Jahre später, 1884, wurde der Friedhof für die allgemeinen Begräbnisse geschlossen, nachdem als Ersatz für ihn ein neuer städtischer Friedhof, der Nordfriedhof, angelegt wurde.

## Gestaltung des Friedhofes

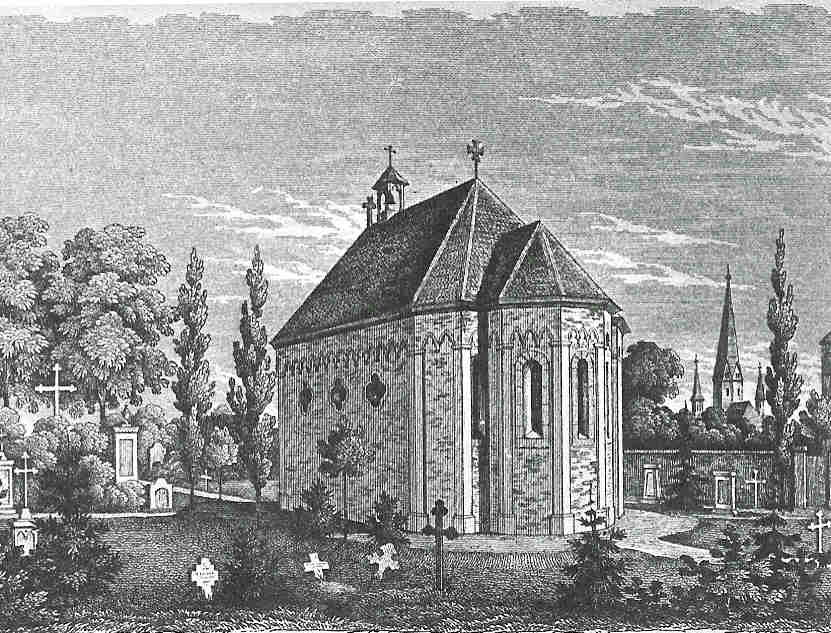
Die Georgskapelle – rechts im Hintergrund die Türme des Bonner Münsters – Lithografie um 1850

Es ist im Besonderen das Verdienst des Oberbürgermeisters Leopold Kaufmann, dass bei der Gestaltung des Friedhofes auch gärtnerische und ästhetische Gesichtspunkte berücksichtigt wurden. An den Planungen war unter anderem der in Bonn geborene Generalgartendirektor in Potsdam, Peter Joseph Lenné, beteiligt. Sie sorgten für eine Auflockerung und parkartige Umgestaltung des Geländes.

## Georgskapelle
1846/1847 wurde auf Initiative des Königlichen Bauinspektors Johann Claudius von Lassaulx die Georgskapelle auf den Friedhof verlagert. Das romanische Gebäude war seit dem 13. Jahrhundert Teil der ehemaligen Deutschordenskommende in Ramersdorf.

## Baumbestand
Einige der Bäume auf dem Alten Friedhof sind mehr als 150 Jahre alt. Dazu zählen Platanen in der Umgebung der Georgskapelle, der Mammutbaum in der Nähe der Gräber der beiden Freiherren von Benekendorf und die als Jungpflanze von Rügen nach Bonn gebrachte Eiche, die Ernst Moritz Arndt 1834 auf das Grab seines im Rhein ertrunkenen neunjährigen Sohnes Willibald pflanzte.

## Gräber

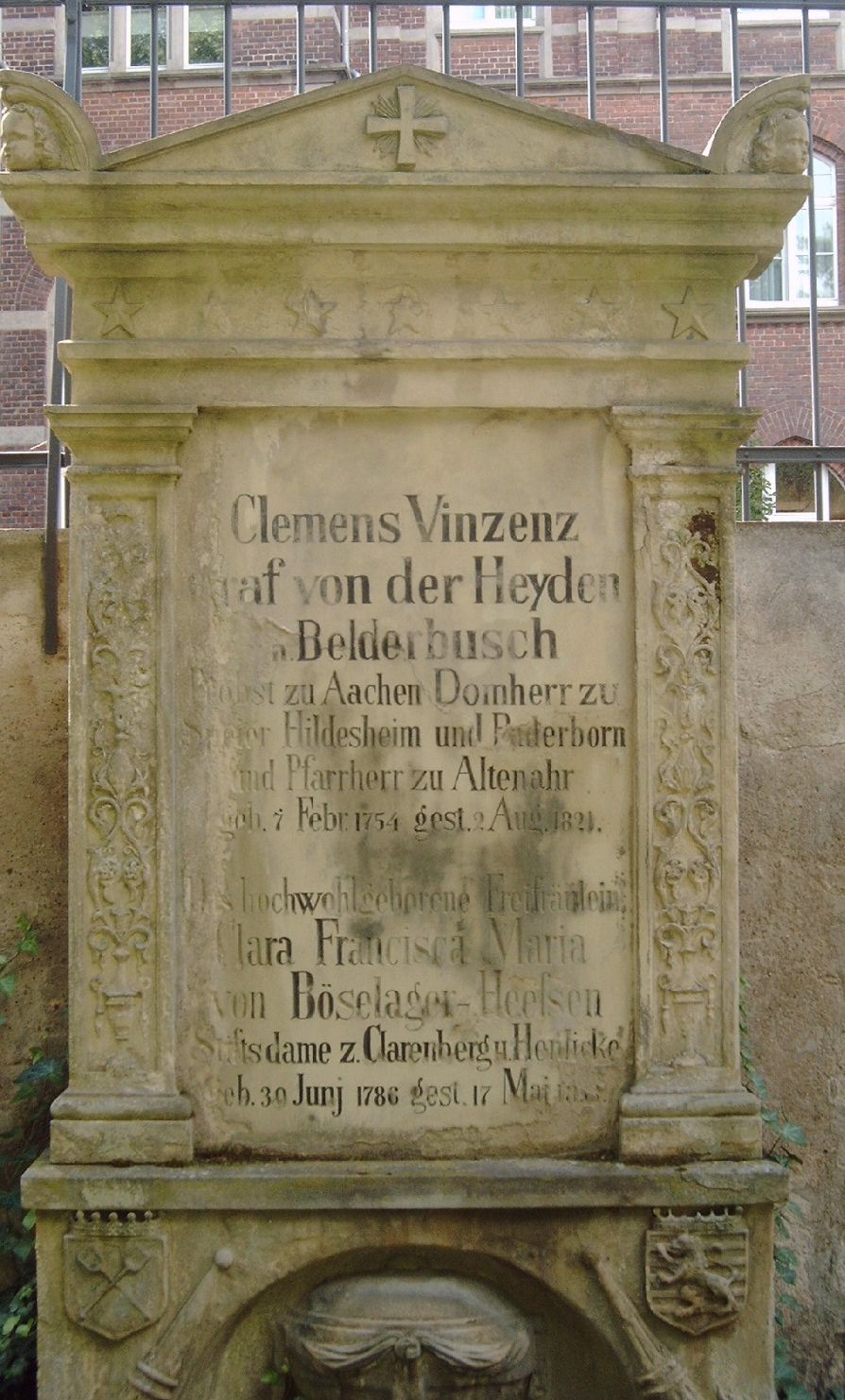
Grabmal von Clemens Vinzenz Graf von der Heyden-Belderbusch

Die Grabstätten auf dem Alten Friedhof spiegeln die Geschichte Bonns seit dem Ende des 18. Jahrhunderts wider, zumindest die Geschichte, wie sie im 18. Jahrhundert von Mitgliedern der Residenz des Kölner Kurfürsten und seit dem Beginn des 19. Jahrhunderts von wohlhabenden Bürgern bestimmt wurde. Nach der Entscheidung, aus dem Alten Friedhof einen „allgemeinen Begräbnisplatz“ zu machen, ließen sich neben den „gemeinen Einwohnern“ auch die Wohlhabenden und Prominenten der Stadt hier bestatten. Sie und ihre Angehörigen wünschten für sich in vielen Fällen mehr als ein schlichtes Grab. Sie wollten dann eine repräsentative Stätte, die über den Tod hinaus an ihr Leben erinnern und gleichzeitig für Ansehen bei den Nachgeborenen sorgen sollte. Diese Grabstätten sind es, die auf dem Alten Friedhof erhalten geblieben sind. Völlig verschwunden sind dagegen die einfachen Einzel- und Reihengräber der Verstorbenen, die sich kein repräsentatives Grabmal leisten konnten und für die der Friedhof ursprünglich angelegt worden ist.

### Gräber aus kurfürstlicher Zeit
Es gibt heute nur wenige Grabmäler von Personen, die die kurfürstliche Zeit erlebt haben. Dazu zählt das stark verwitterte und beschädigte Epitaph des kurkölnischen Militärbeamten Johann Laurentius Schiller zu Wertenau (1678–1745).

### Gräber aus dem 19. Jahrhundert

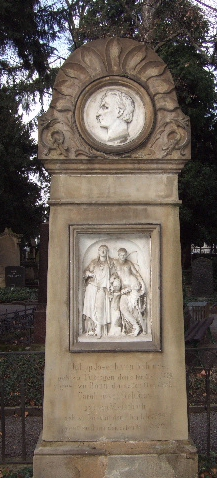
Hermann Heidel: Grabmal von Philipp Joseph Rehfues

Das bürgerliche, von der Universität geprägte Bonn, aber auch Bonn als Musikstadt, repräsentieren zahlreiche Gräber von prominenten Bewohnern der Stadt.
Im Jahre 1849 wurde die Schriftstellerin Adele Schopenhauer, die Schwester Arthur Schopenhauers, beigesetzt. Zu den Musikern, die auf dem Alten Friedhof ihre letzte Ruhestätte gefunden haben, gehören die beiden Pianistinnen Alma von Wasielewski und Ella Adaïewsky, sowie Ludwig van Beethovens Geigenlehrer Franz Anton Ries. Auch das Grab von Beethovens Mutter, Maria Magdalena van Beethoven, befindet sich hier. Mit einem sehenswerten Denkmal ist das Grab von Clara und Robert Schumann versehen. Im Jahr 1880 wurde der Komponist Wilhelm Westmeyer auf dem Friedhof beigesetzt.
Die auf dem Friedhof begrabene Riege Bonner Professoren führen Ernst Moritz Arndt und August Wilhelm Schlegel an. Ein dort begrabener Rektor der Universität war zum Beispiel Clemens-August Freiherr Droste zu Hülshoff, Vetter der Dichterin Annette von Droste-Hülshoff. Ebenfalls als Lehrer an der Universität waren Friedrich Christoph Dahlmann,  Georg Hermes, Karl Friedrich Mohr, Christian Friedrich Nasse, Georg Niebuhr, Johann Jacob Nöggerath, Julius Plücker, Hermann Schaaffhausen und Karl Joseph Simrock tätig.
Verstorbene, die mit Künstlern des 19. Jahrhunderts eng verbunden waren, sind die Kunstsammler Sulpiz und Melchior Boisserée, Friedrich Schillers Ehefrau Charlotte von Schiller und ihr gemeinsamer Sohn Ernst von Schiller. Nicht zuletzt gehört die Schriftstellerin und Muse Richard Wagners, Mathilde Wesendonck, zusammen mit ihrem Mann Otto Wesendonck zu dieser Gruppe von Prominenten. Auch Elise von Falkenstein (1799–1838), die Mutter des aus Bonn stammenden Forschungsreisenden und Abenteuerschriftstellers Balduin Möllhausen (1825–1905) gehört dazu.

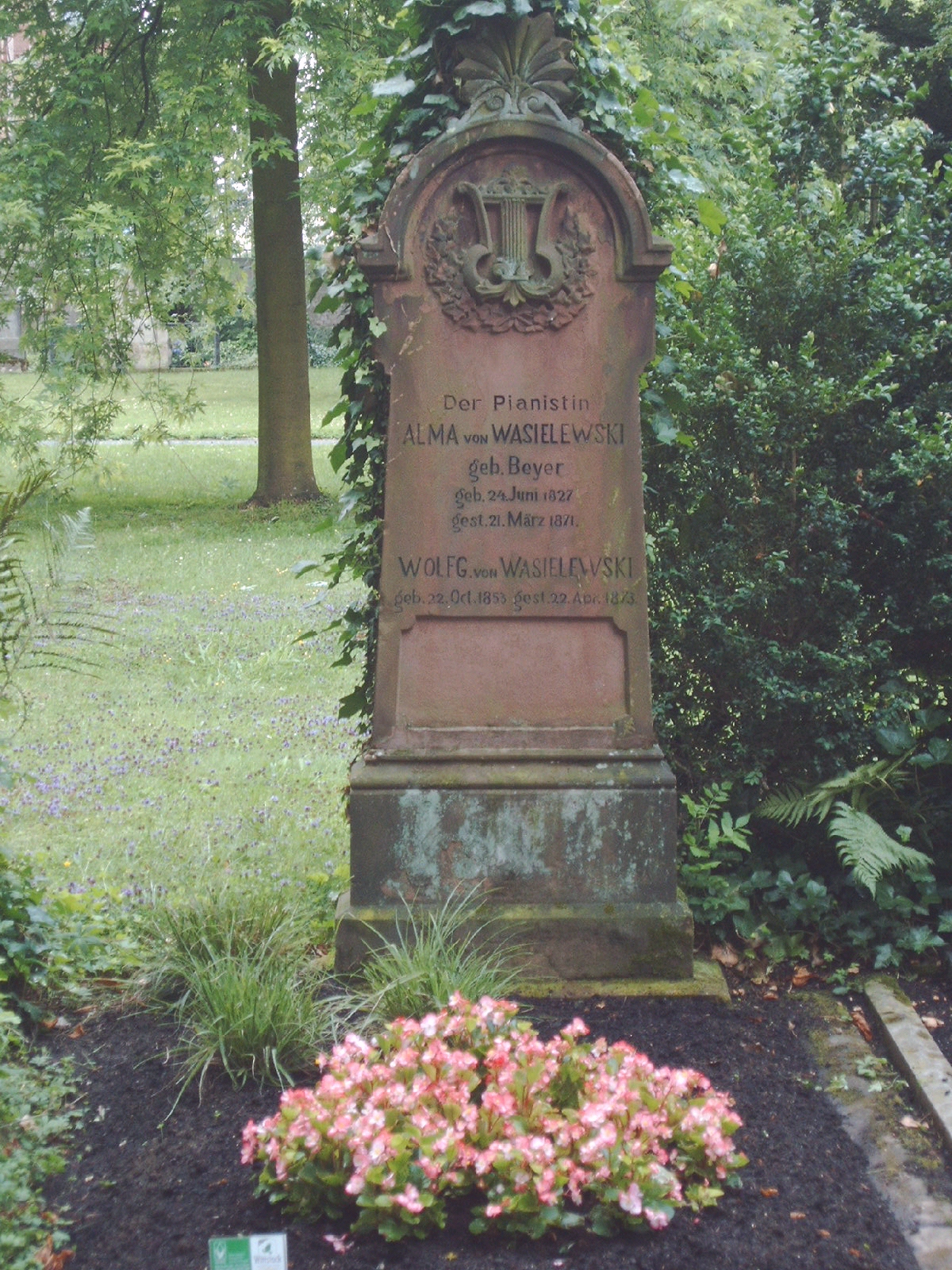
Grabmal der Pianistin Alma von Wasilewski
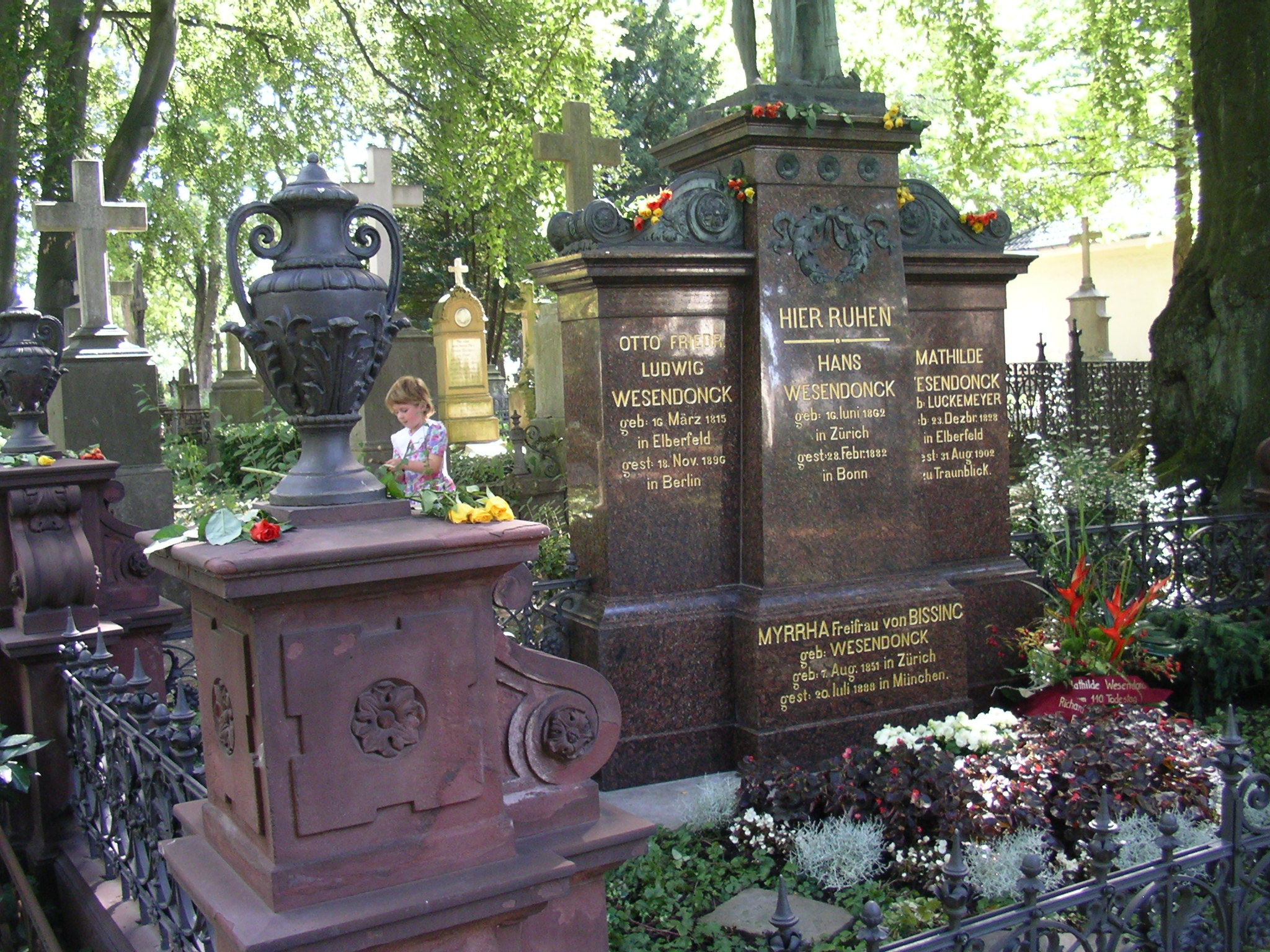
Grabmal von Mathilde Wesendonck und ihrer Familie
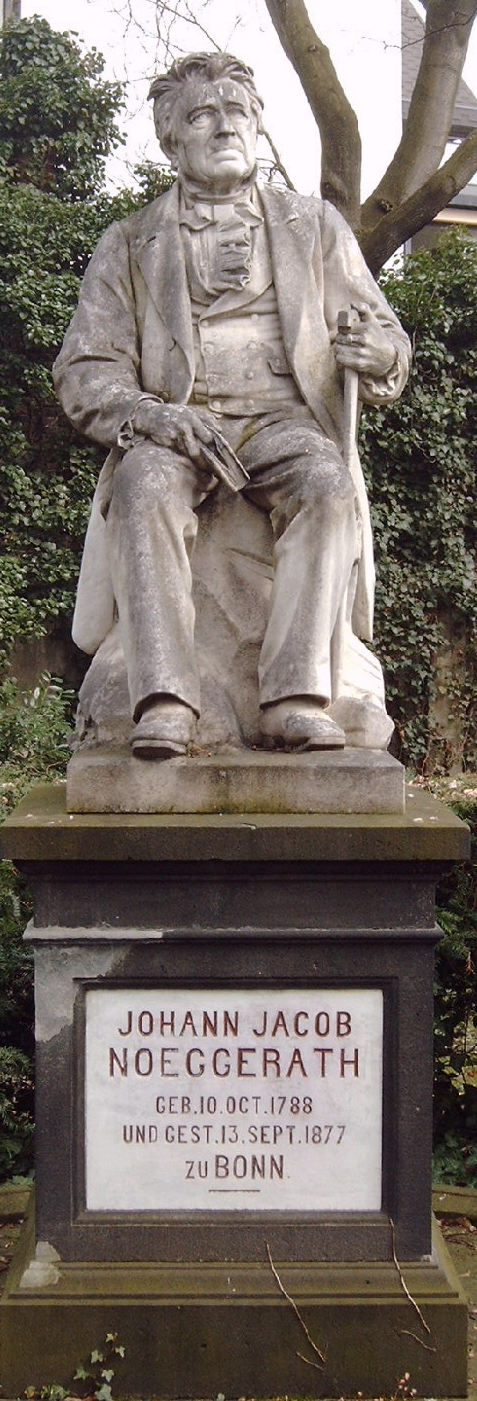
Sitzbild des Geologen Johann Jacob Nöggerath
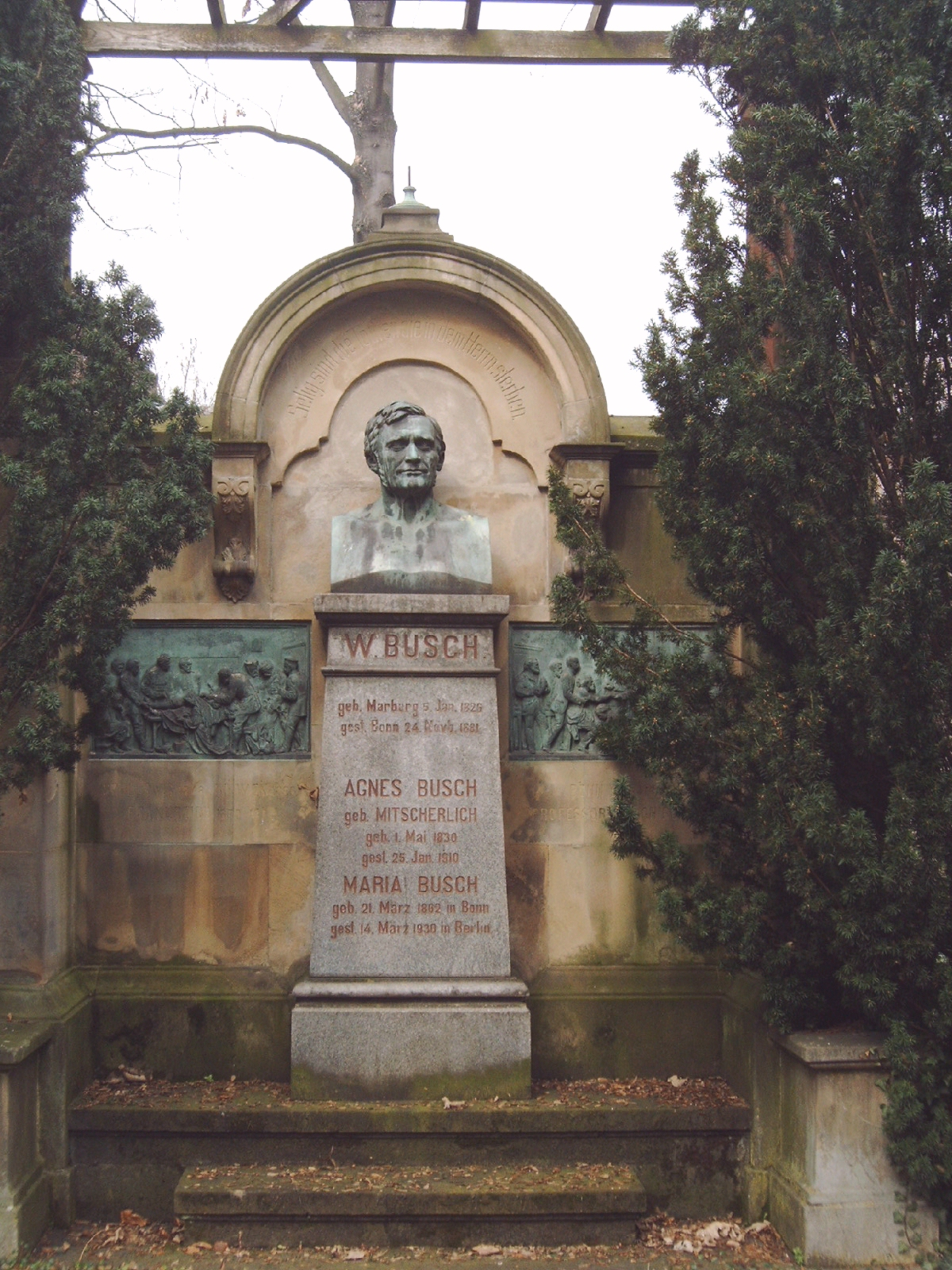
Grabmal des Chirurgen und Leiters der Bonner Universitätskliniken Karl David Wilhelm Busch

### Gräber seit dem 20. Jahrhundert

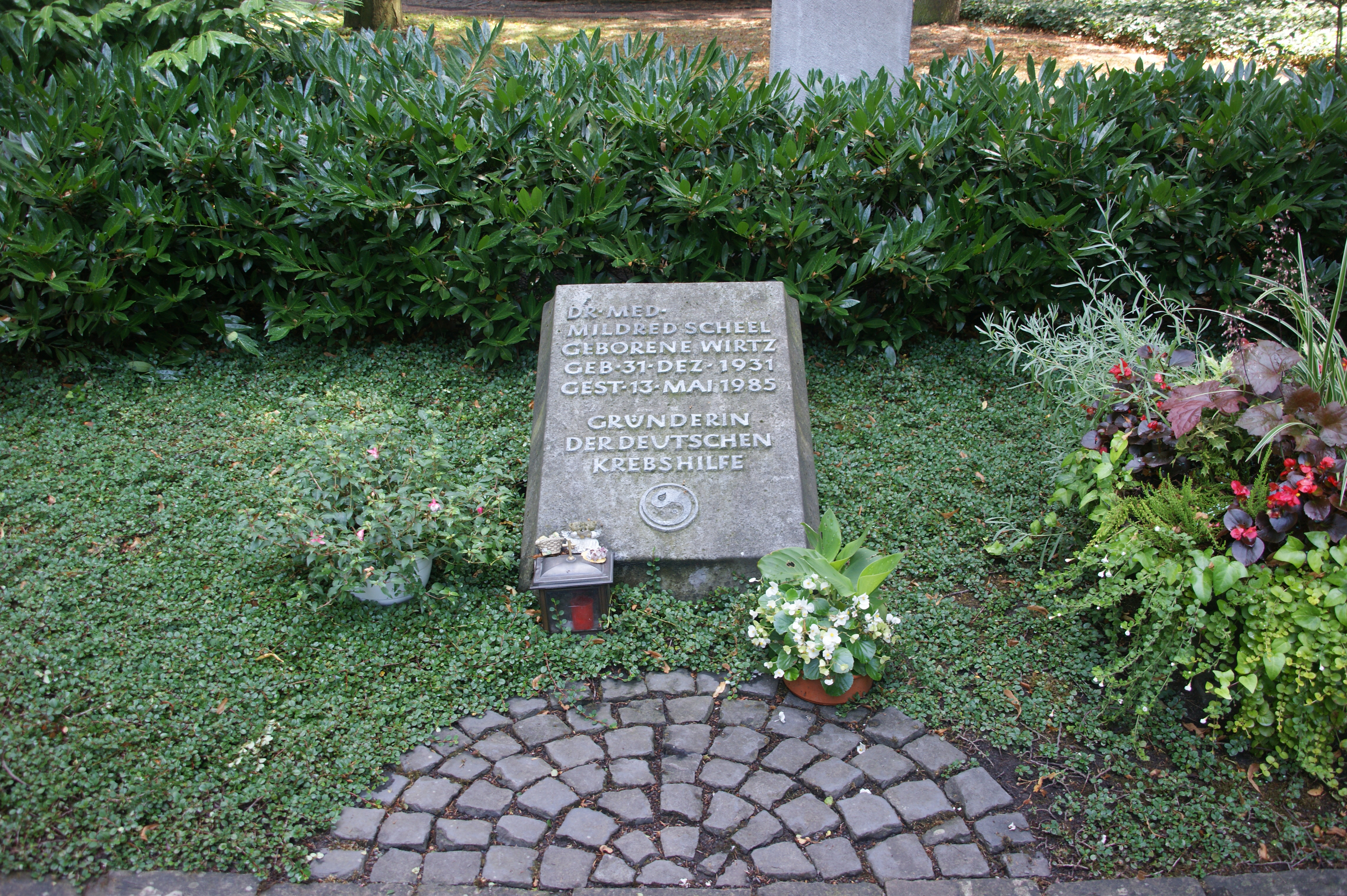
Das Grab von Mildred Scheel (1932–1985)

Als Begräbnisstätte war der Friedhof offiziell seit 1884 geschlossen. Seitdem hatten bis in die zweite Hälfte des 20. Jahrhunderts nur Nachfahren der Bestatteten bzw. Privateigentümer oder Ehrenbürger der Stadt Bonn das Recht, auf dem Alten Friedhof begraben zu werden. Auf dem denkmalgeschützten „historischen Friedhof“ wurden in den letzten Jahrzehnten vorwiegend nur einzelne Grabstätten als Ehrengrab vergeben. Eines der letzten Einzelgräber dieser Art war das der Ärztin Mildred Scheel, die als Ehefrau von Bundespräsident Walter Scheel die Deutsche Krebshilfe im Kampf gegen die Volkskrankheit Krebs gegründet hatte. Die von der Stiftung Deutsche Krebshilfe gepflegte Grabstätte wird nach Angaben von Friedhofsgärtnern häufig von Bürgern aus allen Bundesländern besucht, die Blumen niederlegen. 2020 wurde Norbert Blüm auf diesem Friedhof beigesetzt.
Zu den prominenten Persönlichkeiten, die im vergangenen Jahrhundert hier ihre letzte Ruhestätte gefunden haben, gehören ferner Elisabeth Erdmann-Macke, August Mackes Witwe, die Schriftstellerin Marie von Bunsen, eine Nachfahrin des ebenfalls hier bestatteten preußischen Diplomaten Christian Karl Josias von Bunsen, der Schriftsteller Wilhelm Schmidtbonn, der Arzt Ferdinand August Schmidt und der Politiker Hermann Wandersleb. Unter den Gräbern findet sich auch das der Prinzessin Agnes zu Salm-Salm, geboren als Agnes Leclerq Joy, deren Urne am 20. März 1913 auf dem Alten Friedhof beigesetzt wurde (Abteilung IV c Nr. 170).
Den Zweiten Weltkrieg überstanden die meisten Denkmäler unbeschädigt. Nur im Bereich westlich und östlich der Georgskapelle erlitten Grabanlagen Schäden oder wurden sogar völlig zerstört. In den folgenden Jahren bis in die 1970er Jahre hinein kümmerte sich die Öffentlichkeit nicht sonderlich um den Erhalt des Friedhofs. Dies änderte sich erst mit der Gründung der Gesellschaft der Freunde und Förderer des Alten Friedhofs in Bonn e. V.
Vor ein paar Jahren hat die Stadt, deren Amt Stadtgrün für die allgemeine Pflege und Unterhaltung des Friedhofes heute zuständig ist, wieder einem größeren Kreis von Verstorbenen die Möglichkeit gegeben, hier ihre letzte Ruhestätte zu finden. So hat nun jeder Bürger die Möglichkeit, für ein Grab eine Patenschaft zu übernehmen. Als Gegenleistung für die Pflege erhält der Pate das Recht auf Bestattung in dem betreuten Grab. Infolge dieser Regelung finden mittlerweile wieder rund 30 Bestattungen im Jahr auf dem Alten Friedhof statt.
Da ein großer Teil des Friedhofes nicht für Bestattungen freigegeben ist, können die Betriebskosten, 153.000 € im Jahr 2005, nur zu einem kleinen Teil über die sonst üblichen Gebühren gedeckt werden. Trotz der Zuschüsse des Landes Nordrhein-Westfalen für das „Denkmal“ Alter Friedhof in Höhe von 59.000 € bleibt der Stadt eine Deckungslücke. Durch die Patenschaften – und damit niedrigeren Betriebskosten – wird sie verringert.

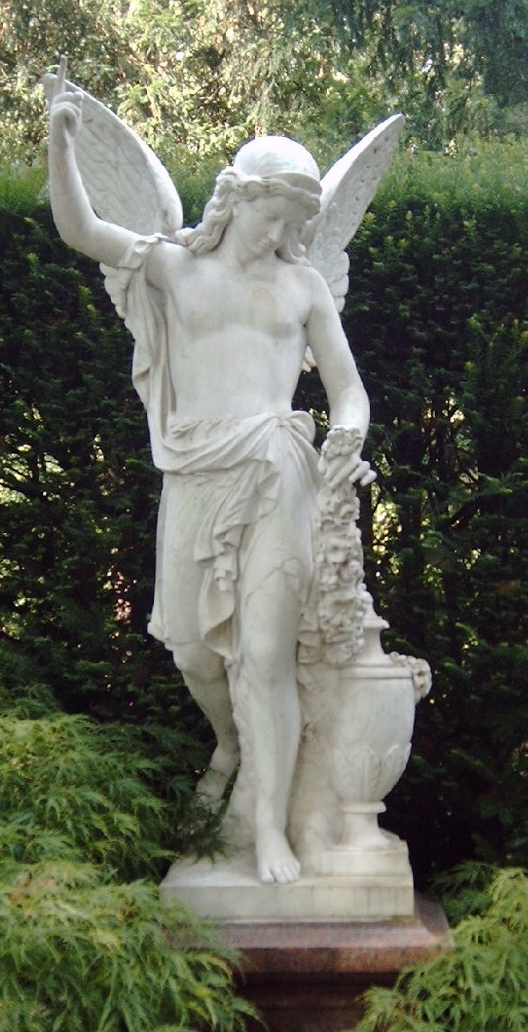
Am Grab des Bonner Fabrikanten Ludwig Wessel (1848–1915)
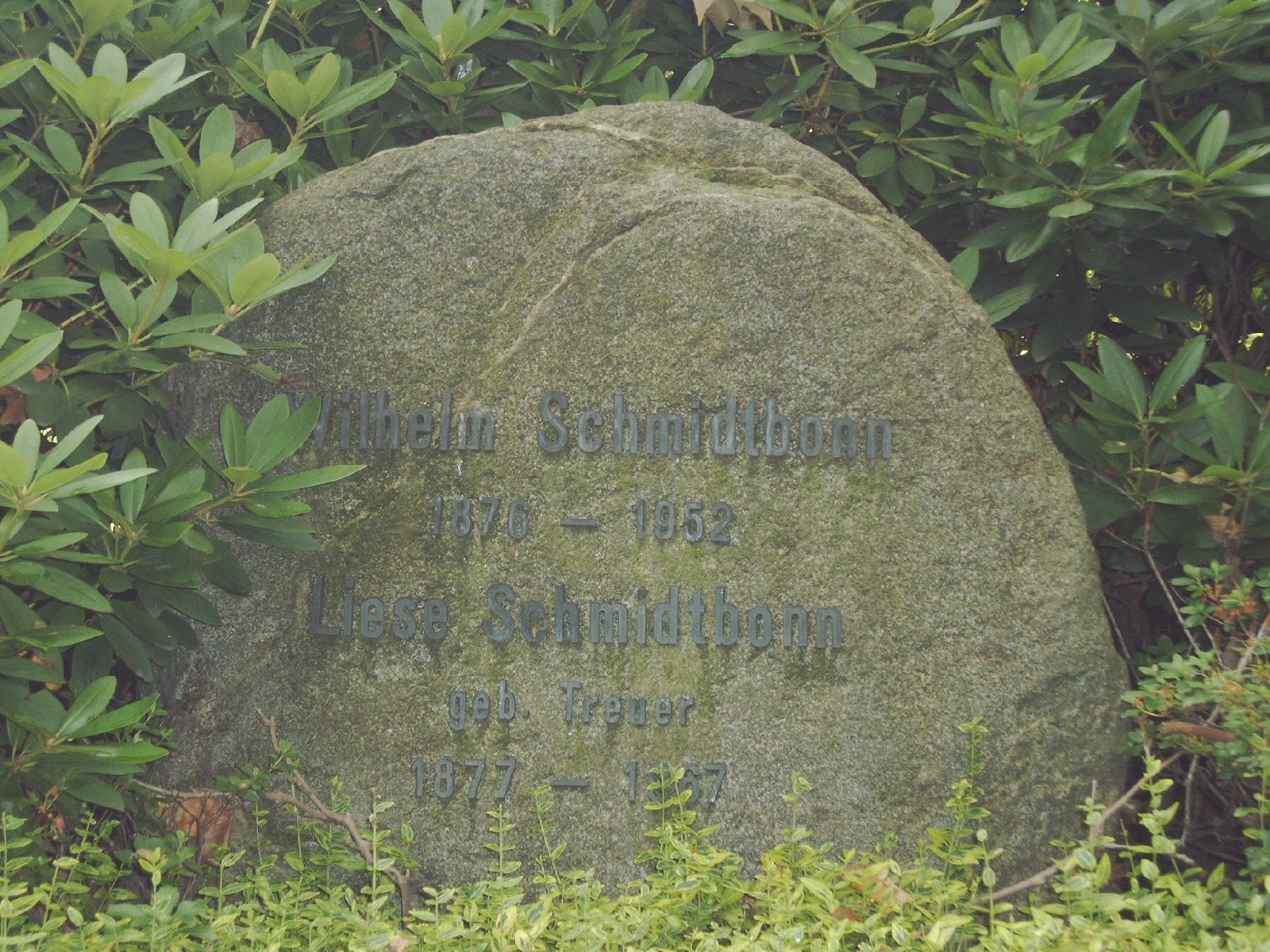
Grabmal von Wilhelm Schmidtbonn
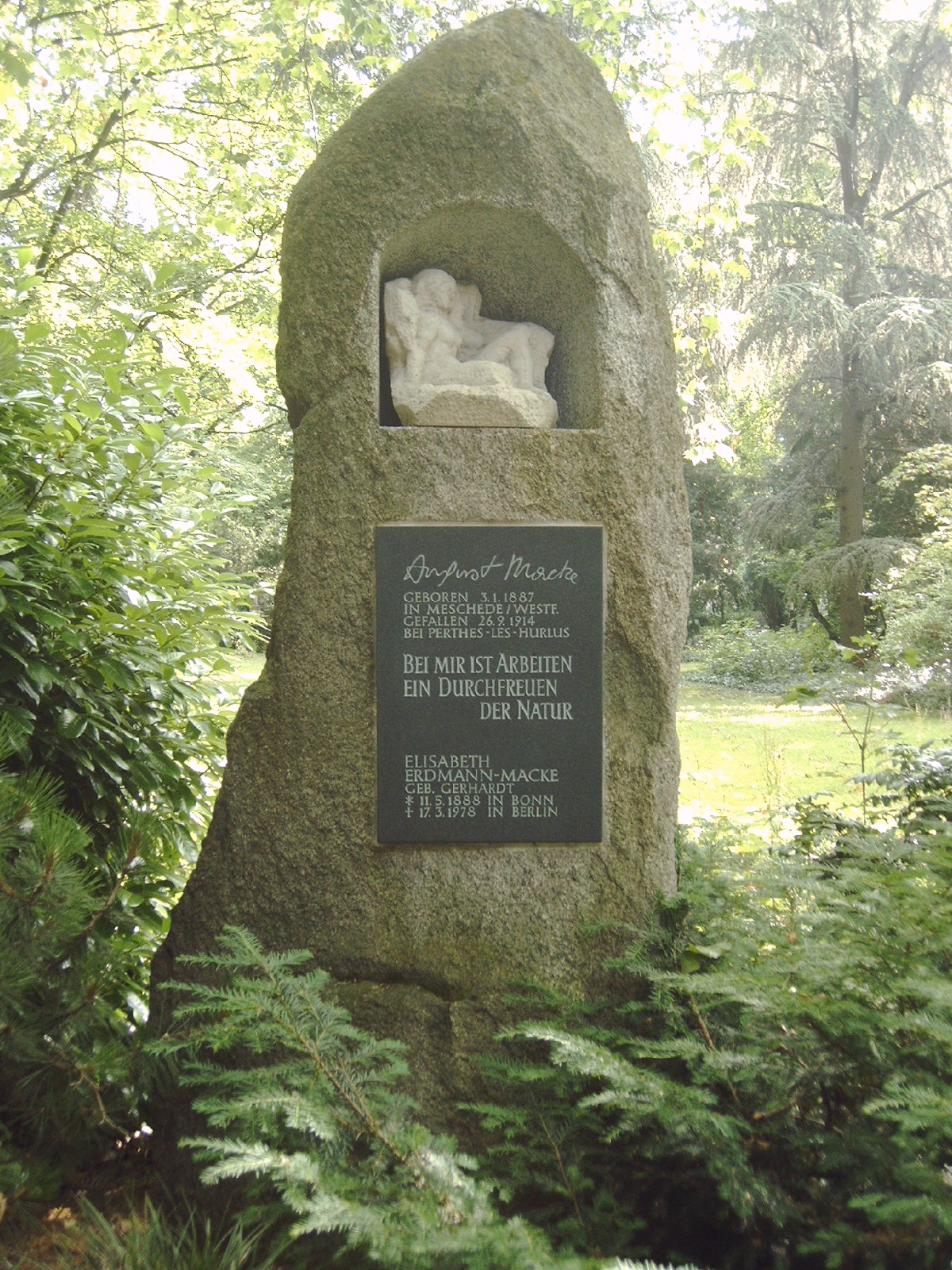
Gedenkzeichen für August Macke und Elisabeth Erdmann-Macke (1888–1978)

### Denkmäler für die Gefallenen des Deutsch-Französischen Krieges
Neben Grab- und Denkmälern für Einzel- und Familiengräber entstanden infolge des Deutsch-Französischen Krieges zwei Denkmäler, die dem Erinnern an die Gefallenen dieses Krieges dienen. Das von Albert Hermann Küppers geschaffene „Kriegerdenkmal“ aus einem Block weißen Marmors ist den deutschen Gefallenen dieses Krieges gewidmet. Im selben Areal, in dem sich dieses Denkmal befindet, gibt es ein Denkmal für die französischen Gefallenen.

## Werke bedeutender Künstler
In seiner beinahe dreihundertjährigen Geschichte haben zahlreiche Bildhauer und Architekten Grabdenkmäler für den Alten Friedhof entworfen und ausgeführt. Sie repräsentieren die wichtigsten Kunstepochen seit dem Barock. Bei ihren Arbeiten bedienten sie sich einer breiten Palette von Symbolen und Stilmitteln. Neben dem christlichen Kreuz steht die antike Urne oder die gebrochene Säule. Der nazarenische Engel ist genauso wie der antike Genius mit der gesenkten Fackel oder die geflügelte Psyche Ausdruck einer Vielfalt von Vorstellungen über den Tod. In Büsten, Reliefs und Medaillons bemühen sich die Künstler um ein idealisiertes, in vielen Fällen realistisches, beinahe fotografisches Abbild des Verstorbenen.

### Künstler und ihre Werke
- Bernhard Afinger:
  - Grabmal für Christian Friedrich Nasse (1856)
  - Grabmal für Friedrich Christoph Dahlmann (1863)
  - Grabmal der Familie Clason (1862/63, 1865)
  - Grabmal für Gottlieb Kyllmann (nach 1874)
  - Grabmal für Johann Baptist Baltzer (1876)
- Ernst von Bandel:
  - Grabmal und Bronzerelief für August Wilhelm Schlegel (1846)
- Robert Cauer der Ältere
  - Grabmal für Ludwig Schopen (1867)
  - Tondo des Grabmals für Friedrich Gottlieb Welcker (1869)
  - Grabmal für Friedrich Wilhelm August Argelander (1876)
  - Grabmal für Karl Simrock (1876)
  - Grabmal für Paula Doetsch (1891)
- Carl Cauer
  - Engel über dem Grab der Familie Endemann
- Antonio Dal Zotto
  - Grabfigur für Ella Adaïewsky
- Adolf von Donndorf
  - Grabmal für Robert Schumann (1880)
- Hermann Heidel
  - Grabesengel über dem Grab von Franz Wilhelm Heidel (1839)
  - Grabmal von Philipp Joseph Rehfues (1847)
- Gustav Adolph Kietz
  - Grabmal (mit Genius) für Mathilde und Otto Wesendonck (1883)
- Albert Hermann Küppers
  - Grabmal für Julius Plücker (1869)
  - Grabmal für Karl David Wilhelm Busch (1869)
  - Kriegerdenkmal 1870/71 (enthüllt am Sedantag 1877)
  - Grabmal für Johann Jacob Nöggerath (1881)
  - Grabmal für Joseph Hubert Reinkens (1897)
  - Grabmal für Carl Roettgen (1910)
- Christian Daniel Rauch
  - Marmorrelief und Christusmedaillon am Grabmal für Barthold Georg Niebuhr (1841)
  - Christus-Medaillon am Grabmal für Melchior Boisserée (1853)
- Karl Friedrich Schinkel
  - Grabmal für Barthold Georg Niebuhr (1838)
- August Stüler
  - Entwurf des Grabmals für Bernhard Thiersch
- Ernst Friedrich Zwirner
  - Gitter und Stele am Grab von Melchior und Sulpiz Boisserée (1853)

### Niebuhr-Grab

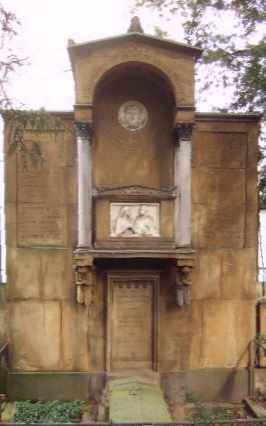
Das Niebuhr-Grab auf dem Alten Friedhof

Bald nach dem Tod des Historikers Georg Niebuhr am 2. Januar 1831 und dem seiner Ehefrau Margarete, die neun Tage nach ihm starb, wurde die Ruhestätte des Ehepaares auf dem Alten Friedhof mit einem Grabmal versehen. Es bestand aus einer mehrfach gegliederten Grabplatte mit heute verwitterten Ornamenten und einer in die Friedhofsmauer eingelassenen Inschrifttafel. Diese erste Ausgestaltung der Grabstätte erfolgte durch den Bonner Baumeister Ludwig Lunde.
Dem preußischen Kronprinzen, dem späteren Friedrich Wilhelm IV., war das Grabmal zu einfach. Er hatte bei Niebuhr studiert und verehrte ihn; deshalb beauftragte er Carl Friedrich Schinkel mit einer neuen Gestaltung des Grabdenkmals. Schinkel legte mehrere Entwürfe vor, bis der königliche Auftraggeber zufrieden war. In seinem schließlich akzeptierten Entwurf nahm der Künstler mit Absicht Bezug auf die Veroneser Grabmalarchitektur des 14. Jahrhunderts. Niebuhr hat in Verona geforscht.
Das Wandgrab ist in drei vertikale Felder gegliedert, wobei der mittlere Teil von einer Ädikula geprägt wird. Zwei Engelskonsolen tragen die Säulen und Pilaster der Ädikula. Diese Stützen sind mit korinthischen Kapitellen versehen und tragen die giebelförmige Verdachung des Grabmales.
Auf der Grundplatte der Ädikula ruht ein Scheinsarkophag, der mit einem marmornen Relief geziert ist, das das Ehepaar Niebuhr zeigt. Das Relief ist nach einem altrömischen Vorbild gestaltet, das sich in den Kunstsammlungen des Vatikans befindet. Die Eheleute reichen sich in würdiger Haltung zum Abschied die Hand. Ihre Kleidung besteht aus griechischen Gewändern. Über dem Relief des Ehepaares ist ein Christusmedaillon angebracht, das von einer kreisförmig angeordneten Inschrift mit einem Spruch aus dem Johannesevangelium umgeben ist: Ich bin der Erste und der Letzte und der Lebendige.
Die Marmorarbeiten für das von Schinkel entworfene Relief fertigte im Namen des Kronprinzen Christian Daniel Rauch an. Dem Künstler standen Ölbilder, Schattenrisse und die Totenmaske Niebuhrs als Vorlagen für seine Arbeit zur Verfügung.

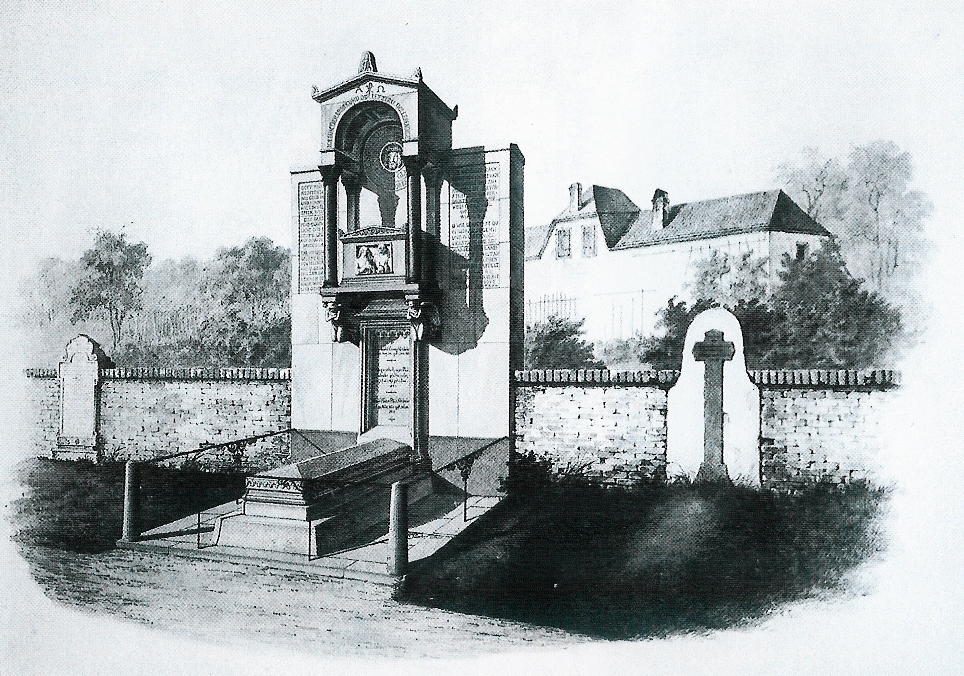
Christian Hohe: Niebuhrs Grab, Aquarell um 1842
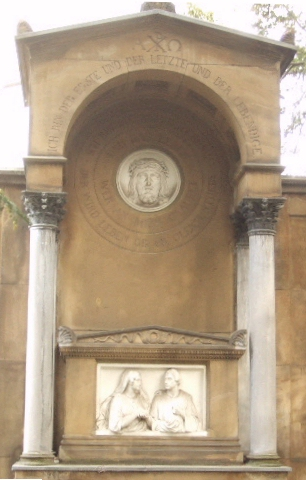
Ädikula nach dem Entwurf von Carl Friedrich Schinkel
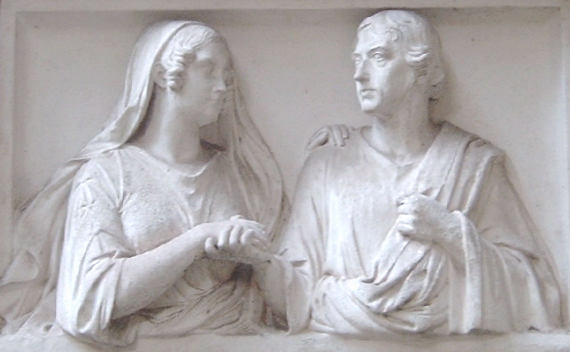
Relief des Ehepaars Niebuhr von Christian Daniel Rauch
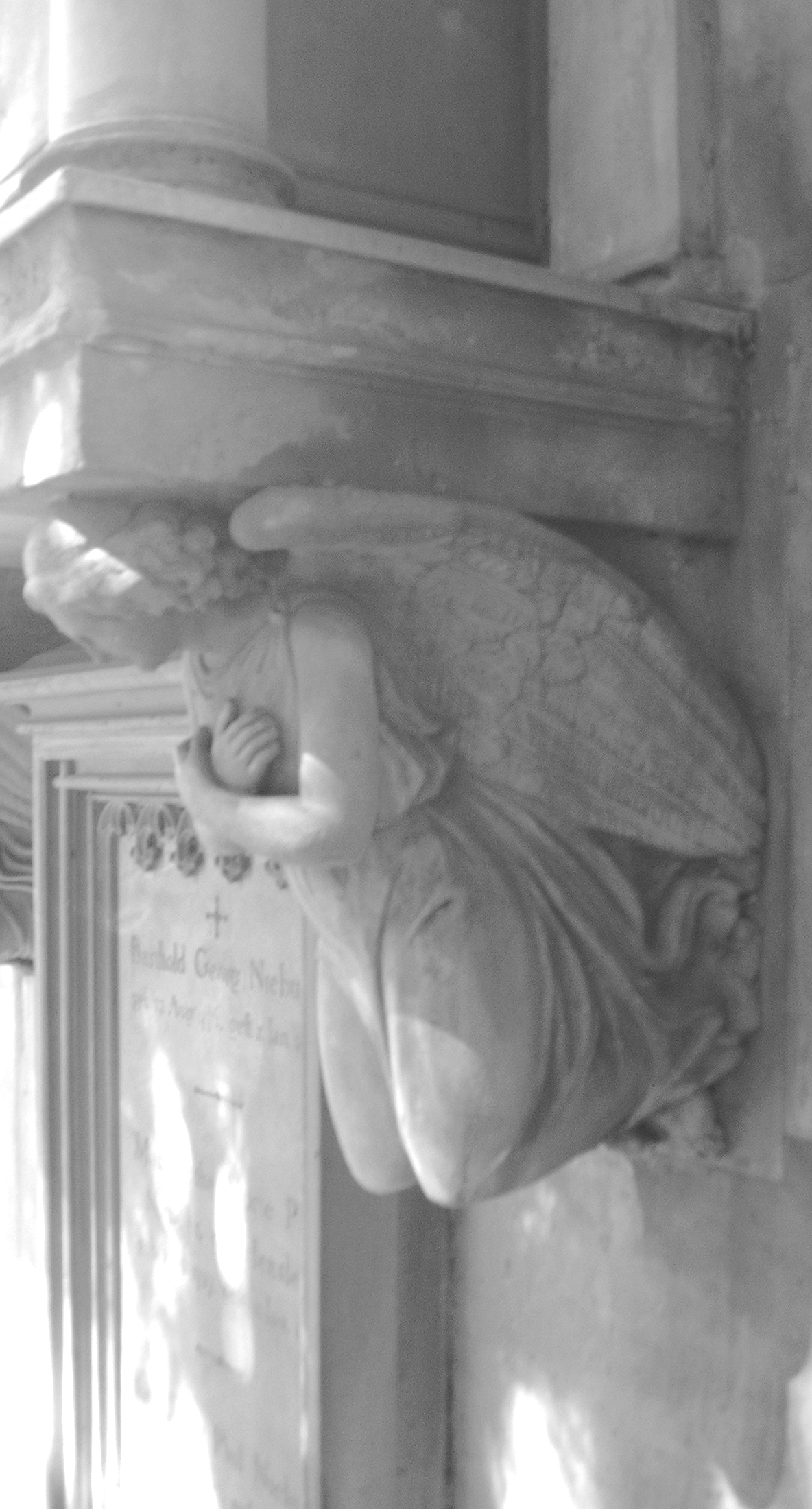
Konsole

### Schumann-Grab

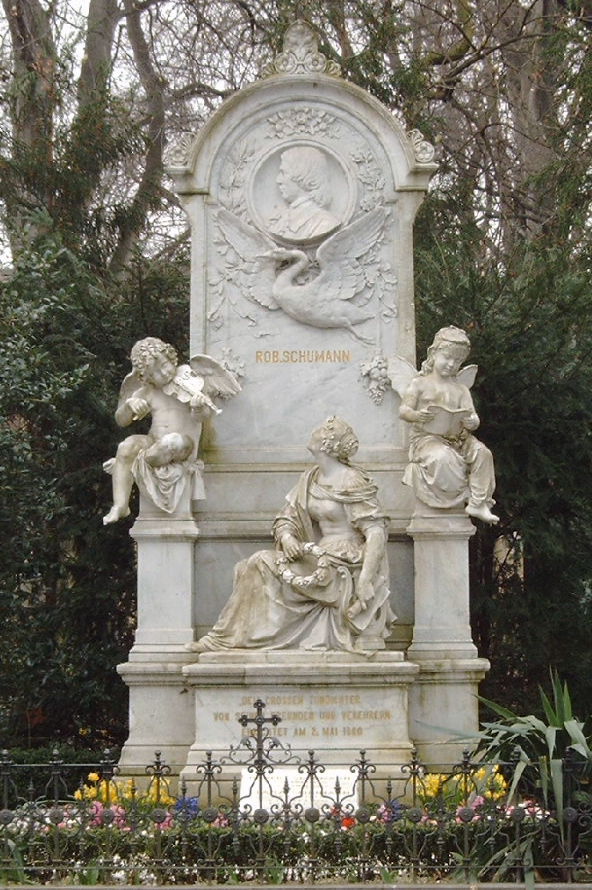
Grab von Robert und Clara Schumann

Das berühmteste Denkmal des Alten Friedhofs ist das Grabmal für Robert Schumann. Für seine Frau sollte das Denkmal ihres Mannes „etwas Symbolisches (werden), das die Charakteristik meines Mannes künstlerisch repräsentiert“ (aus einem Brief von Clara Schumann, Juli 1874). Adolf von Donndorf wurde damit beauftragt, in diesem Sinne das Grabmal zu gestalten. Die Ausführung übernahm sein Schüler, der württembergische Bildhauer Wilhelm Rösch während seines Rom-Aufenthalts 1878/1879.
Durch ein großes Schumannfest (17. bis 19. August 1873) und zahlreiche Spenden kamen in den siebziger Jahren des 19. Jahrhunderts die Mittel für das Denkmal zusammen. Den Platz wählte der damalige Bonner Oberbürgermeister Leopold Kaufmann so aus, dass das neue Denkmal Raum genug hatte, um zur Wirkung zu kommen. Adolf von Donndorf beschäftigte sich mehrere Jahre hindurch mit dem Entwurf des Denkmals und mit der Ausführung. Schließlich konnte es am 2. Mai 1880 in Gegenwart von Clara und ihren Kindern und Freunden feierlich enthüllt werden.
Über die Symbolik des Denkmals schreiben die Autoren von Der Alte Friedhof in Bonn: „Durch Allegorien will Donndorf die Bedeutung des Verewigten bedeutsam ausdrücken, mehr noch, das Reich, in dem er geherrscht hatte, die zaubervolle Macht des Liedes sichtbar darstellen. Clara kniet als Muse am Fuße des Denkmals, in einer Hand den Kranz der Unsterblichkeit, den sie Robert reichen will, in der anderen eine Notenrolle haltend. Ihre Gestalt ist in ein überzeitliches griechisches Gewand gehüllt. In ihren Gesichtszügen kommt kein Schmerz, nicht einmal Trauer zum Ausdruck. Der geigende Putto auf der gegenüberliegenden Seite ist der italienischen Frührenaissance entnommen. In ihm verkörpert sich nicht nur die rührende Anmut unschuldiger Kinder, sondern der geigende Knabe ist ein ohne weiteres verständliches Symbol für die tiefe Lust an der Musik. Auf der anderen Seite des Denkmals befindet sich eine etwas rätselhafte Figur, eine lesende Elfe, wohl die Verbindung zum Reich des Liedes verkörpernd. Der zum Medaillon mit dem Profilporträt des Meisters auffliegende Schwan entspricht als ein dem Lichtgott Baldur heiliges Tier dem Zeitinteresse für germanische Mythologie“, während es bei Josef Niesen heißt: „Der Schwan, Symbol der Reinheit und Begleiter der Seelen, steht hier auch für Schumanns unablässiges Komponieren und dessen eigenen ‚Schwanengesang‘ (…) Auffallend an der Formsprache des Grabmals ist der komplette Verzicht auf jedwede christlich-eschatologische Symbolik, die ersetzt wurde durch allegorische Figuren aus dem Reich der griechischen Mythologie. Der Schmerz im Ausdruck fehlt ganz, zugunsten einer zwar weihevollen aber nahezu kindlich-naiven Heiterkeit. Einzig die Schmetterlingsflügel der singenden Psyche weisen auf das Jenseitige hin: der Schmetterling als Symbol der unsterblichen Seele, die den Körper auf der Erde zurücklässt.“ Für ihn ist das „Grabmal, als kulturhistorisch wichtiges Zeugnis der Gründerzeit, der gelungene Versuch, in Abkehr vom stilreinen Klassizismus verschiedene Stilelemente unterschiedlicher Epochen in einem einzigen Werk harmonisch zu vereinen.“

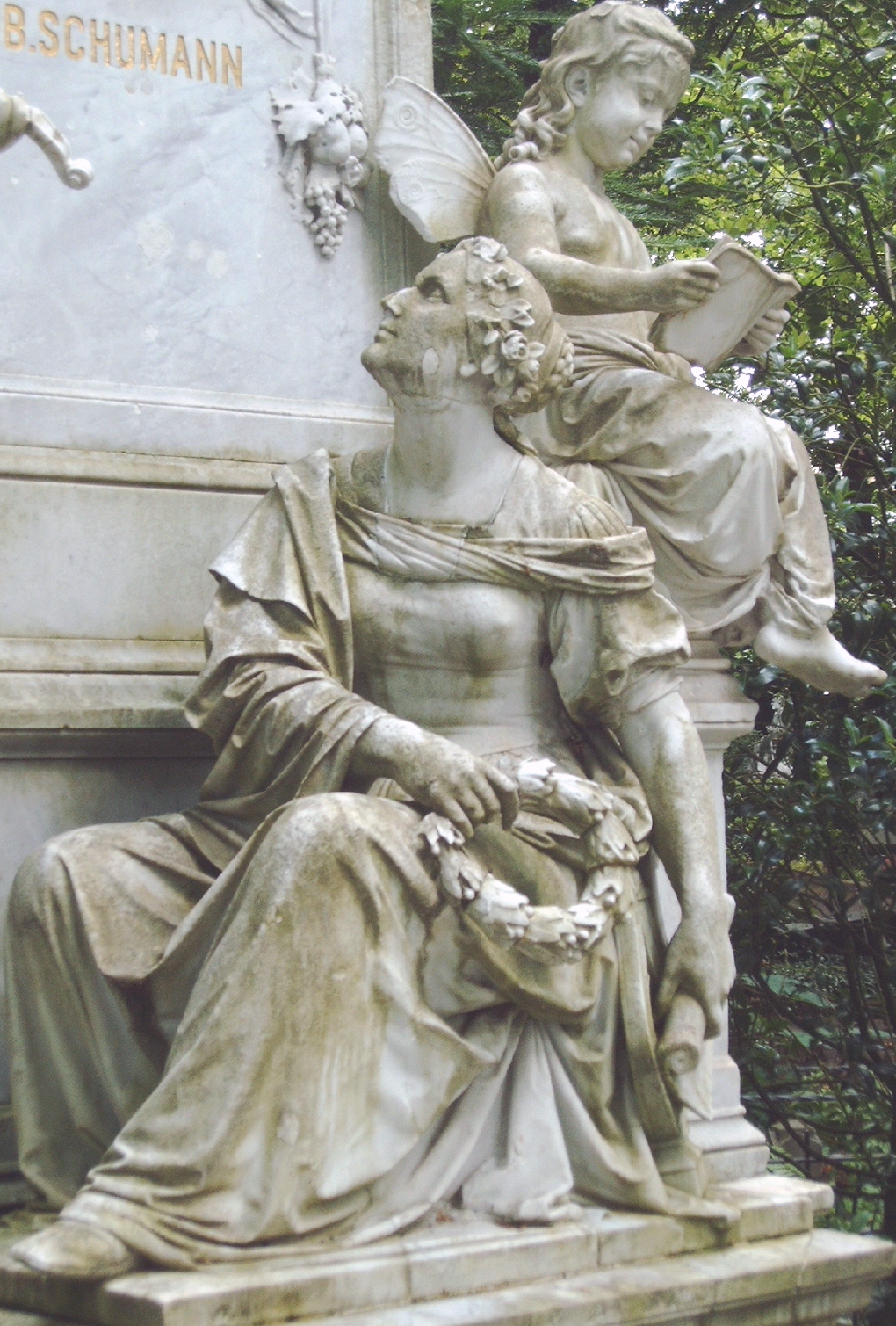
Clara zu Füßen ihres Mannes – Ausschnitt aus dem Schumann-Denkmal
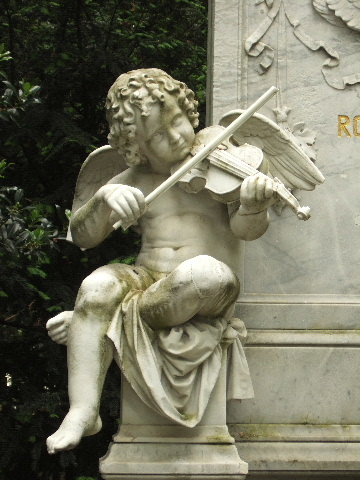
Geige spielende Putte – Ausschnitt aus dem Schumann-Denkmal
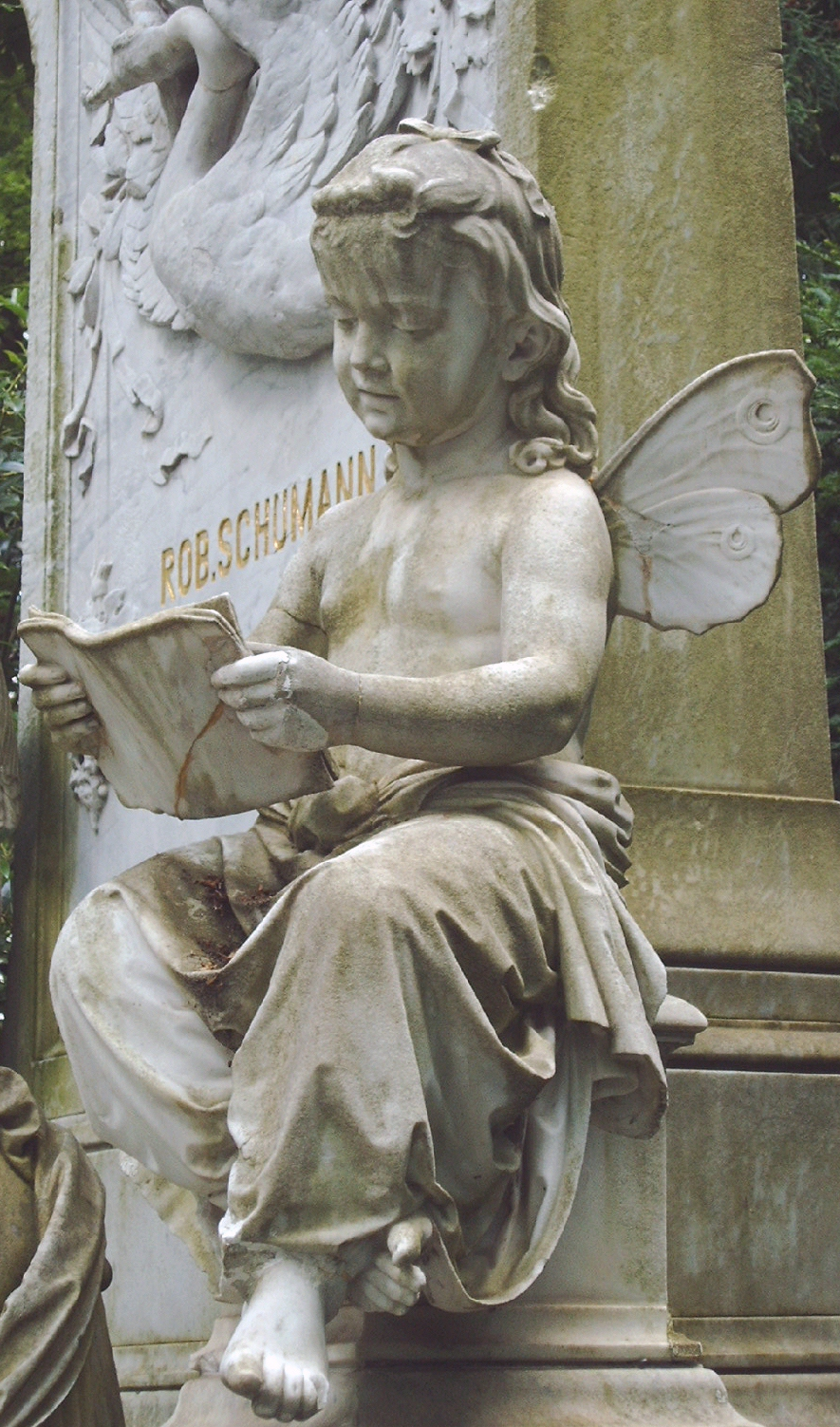
Lesende (singende?) Elfe – Ausschnitt aus dem Schumann-Denkmal
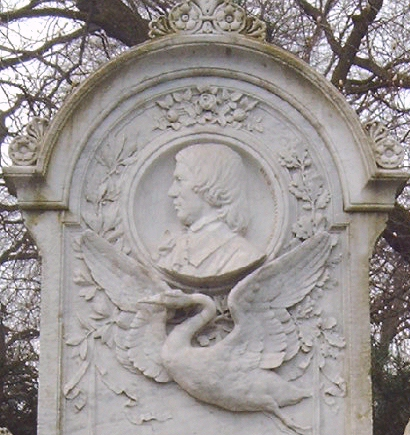
Medaillon mit dem Profilporträt Robert Schumanns – darunter der auffliegende Schwan

## Denkmalschutz
Der Friedhof und auch die darauf befindlichen Grabmäler und Gebäude wie die Georgskapelle stehen seit 1984 als Baudenkmal unter Denkmalschutz und sind in die „Liste der gem. § 3 DSchG NRW in die Denkmalliste eingetragenen Baudenkmäler, Bodendenkmäler, beweglichen Denkmäler und Denkmalbereiche der Stadt Bonn“ eingetragen.

## Sonstiges
Der Haupteingang des Alten Friedhofes ist vom Marktplatz zu Fuß in zehn Minuten zu erreichen. Noch kürzer ist der Weg vom Hauptportal des Hauptbahnhofes bis zum westlichen Eingang der Begräbnisstätte.
Vom 1. März bis zum 31. Oktober werden samstags um 14 Uhr und sonntags um 11 Uhr Standardführungen über den Alten Friedhof angeboten. Sie beginnen am Haupteingang an der Bornheimer Straße.
Eine Folge der Fernsehsendung Kurzstrecke mit Pierre M. Krause wurde auf dem Alten Friedhof Bonn gedreht.